# Niklas Westerlund
Niklas Westerlund (né le 6 mars 1990 à Rauma, en Finlande) est un joueur finlandais de hockey sur glace qui évolue en position d'attaquant.

## Biographie
Niklas né dans une famille de hockeyeur, son père Erkka Westerlund est un entraîneur réputé, il a notamment entraîné la Finlande de 2003 à 2007. Niklas est né à Rauma alors que son père entraîné Lukko. Ill commence le hockey à Lahti chez les Pelicans. Il y fera l'intégralité de sa formation et commencera à jouer en sénior en Mestis avec le Peliitat l'équipe réserve de son club. Il est régulièrement prêté en Suomi-sarja et il ne parvient pas réellement à s'imposer en Mestis. Il signe en 2013 au FPS Forssa, après une saison réussit qui le voit terminer 4e scoreur de son équipe, Westerlund retourne au Peliitat. Après deux saisons correctes, il retourne en Suomi-sarja avec le JHT. La saison est une réussite sportive et ils décrochent la médaille d'argent du championnat. En 2017, il tente une première aventure à l'international chez les Spartiates de Marseille. Il s'impose rapidement comme un leader de l'attaque marseillaise et malgré l'échec de la montée, il reste au club l'année suivante. Durant l'été les Spartiates sont finalement promus et Westerlund participe à la bonne saison des Marseillais. À ses côtés on retrouve quatre de ses compatriotes dans l'équipe dont son compère en première ligne Heiskanen.

## Statistiques
Pour les significations des abréviations, voir Statistiques du hockey sur glace.
| Saison    | Équipe                     | Ligue       |    | Saison régulière | Saison régulière | Saison régulière | Saison régulière | Saison régulière |   | Séries éliminatoires | Séries éliminatoires | Séries éliminatoires | Séries éliminatoires | Séries éliminatoires |
| Saison    | Équipe                     | Ligue       | PJ | B                | A                | Pts              | Pun              | PJ               | B | A                    | Pts                  | Pun                  |                      |                      |
| 2011-2012 | Peliitat                   | Mestis      | 9  | 1                | 0                | 1                | 2                | -                | - | -                    | -                    | -                    |                      |                      |
| 2011-2012 | Kiekko-Vantaa              | Mestis      | 19 | 2                | 1                | 3                | 2                | 3 rel            | 0 | 1                    | 1                    | 2                    |                      |                      |
| 2011-2012 | KooKoo 65                  | Suomi-sarja | 17 | 0                | 1                | 1                | 6                | 4                | 0 | 0                    | 0                    | 2                    |                      |                      |
| 2012-2013 | Peliitat                   | Mestis      | 17 | 0                | 1                | 1                | 6                | 6                | 1 | 0                    | 1                    | 4                    |                      |                      |
| 2012-2013 | Hydraulic Oilers           | Suomi-sarja | 2  | 1                | 1                | 2                | 4                | -                | - | -                    | -                    | -                    |                      |                      |
| 2012-2013 | Titaanit                   | Suomi-sarja | 2  | 0                | 0                | 0                | 0                | -                | - | -                    | -                    | -                    |                      |                      |
| 2013-2014 | FPS                        | Suomi-sarja | 32 | 18               | 17               | 35               | 22               | -                | - | -                    | -                    | -                    |                      |                      |
| 2013-2014 | JYP-Akatemia               | Mestis      | 11 | 0                | 2                | 2                | 4                | -                | - | -                    | -                    | -                    |                      |                      |
| 2014-2015 | Peliitat                   | Mestis      | 42 | 6                | 6                | 12               | 16               | -                | - | -                    | -                    | -                    |                      |                      |
| 2015-2016 | Peliitat                   | Mestis      | 49 | 4                | 1                | 5                | 12               | -                | - | -                    | -                    | -                    |                      |                      |
| 2016-2017 | JHT Kalajoti               | Suomi-sarja | 36 | 16               | 17               | 33               | 18               | 8                | 2 | 5                    | 7                    | 8                    |                      |                      |
| 2016-2017 | JHT Kalajoti               | Mestis      | -  | -                | -                | -                | -                | 8 pro            | 2 | 2                    | 4                    | 0                    |                      |                      |
| 2017-2018 | Spartiates de Marseille    | Division 2  | 18 | 13               | 13               | 26               | 18               | 5                | 2 | 8                    | 10                   | 4                    |                      |                      |
| 2018-2019 | Spartiates de Marseille    | Division 1  | 26 | 9                | 9                | 18               | 26               | 5                | 2 | 2                    | 4                    | 2                    |                      |                      |
| 2019-2020 | Spartiates de Marseille    | Division 1  | 26 | 5                | 10               | 15               | 16               | -                | - | -                    | -                    | -                    |                      |                      |
| 2020-2021 | HC Giants                  | Suomi-sarja | 16 | 16               | 13               | 29               | 10               | -                | - | -                    | -                    | -                    |                      |                      |
| 2021-2022 | Chevaliers du lac d'Annecy | Division 2  | 18 | 12               | 22               | 34               | 20               | 7                | 2 | 3                    | 5                    | 8                    |                      |                      |
| 2022-2023 | Chevaliers du lac d'Annecy | Division 2  | 18 | 7                | 14               | 21               | 12               | 4                | 2 | 1                    | 3                    | 4                    |                      |                      |